# Anthene erythropoecilus
Anthene erythropoecilus är en fjärilsart som beskrevs av Holland 1893. Anthene erythropoecilus ingår i släktet Anthene och familjen juvelvingar. Inga underarter finns listade i Catalogue of Life.